# Lartigue (Gironde)
Pour les articles homonymes, voir Lartigue.
Lartigue (L'Artiga en occitan) est une commune du Sud-Ouest de la France, située dans le département de la Gironde en région Nouvelle-Aquitaine. 
Ses habitants sont appelés les Lartiguais.

## Géographie

### Localisation
Située dans les Landes de Gascogne (Haute-Lande-Girondine), la commune se trouve à 82 km au sud-est de Bordeaux, chef-lieu du département, à 39 km au sud-sud-est de Langon, chef-lieu d'arrondissement et à 15 km au sud-est de Captieux, ancien chef-lieu de canton.

### Communes limitrophes
Les communes limitrophes en sont Saint-Michel-de-Castelnau au nord, Pindères (Lot-et-Garonne) à l'est, Allons (Lot-et-Garonne) au sud, et Giscos au sud-ouest sur moins de 500 m.
|        | Saint-Michel-de-Castelnau |                    |
|        | Lartigue                  | Pindères (L. & G.) |
| Giscos | Allons (L. & G.)          |                    |

### Climat
Pour des articles plus généraux, voir Climat de la Nouvelle-Aquitaine et Climat de la Gironde.
Historiquement, la commune est exposée à un climat océanique aquitain.  
En 2020, Météo-France publie une typologie des climats de la France métropolitaine dans laquelle la commune est exposée à un climat océanique et est dans la région climatique  Aquitaine, Gascogne, caractérisée par une pluviométrie abondante au printemps, modérée en automne, un faible ensoleillement au printemps, un été chaud (19,5 °C), des vents faibles, des brouillards fréquents en automne et en hiver et des orages fréquents en été (15 à 20 jours).
Pour la période 1971-2000, la température annuelle moyenne est de 12,8 °C, avec une amplitude thermique annuelle de 14,8 °C. Le cumul annuel moyen de précipitations est de 883 mm, avec 11,3 jours de précipitations en janvier et 6,9 jours en juillet. Pour la période 1991-2020, la température moyenne annuelle observée sur la station météorologique la plus proche, située sur la commune de Saint-Martin-Curton à 12,4 km à vol d'oiseau, est de 0,0 °C et le cumul annuel moyen de précipitations est de 0,0 mm,. Pour l'avenir, les paramètres climatiques de la commune estimés pour 2050 selon différents scénarios d'émission de gaz à effet de serre sont consultables sur un site dédié publié par Météo-France en novembre 2022.

## Urbanisme

### Typologie
Au 1er janvier 2024, Lartigue est catégorisée commune rurale à habitat très dispersé, selon la nouvelle grille communale de densité à sept niveaux définie par l'Insee en 2022.
Elle est située hors unité urbaine. Par ailleurs la commune fait partie de l'aire d'attraction de Bazas, dont elle est une commune de la couronne,. Cette aire, qui regroupe 18 communes, est catégorisée dans les aires de moins de 50 000 habitants,.

### Occupation des sols

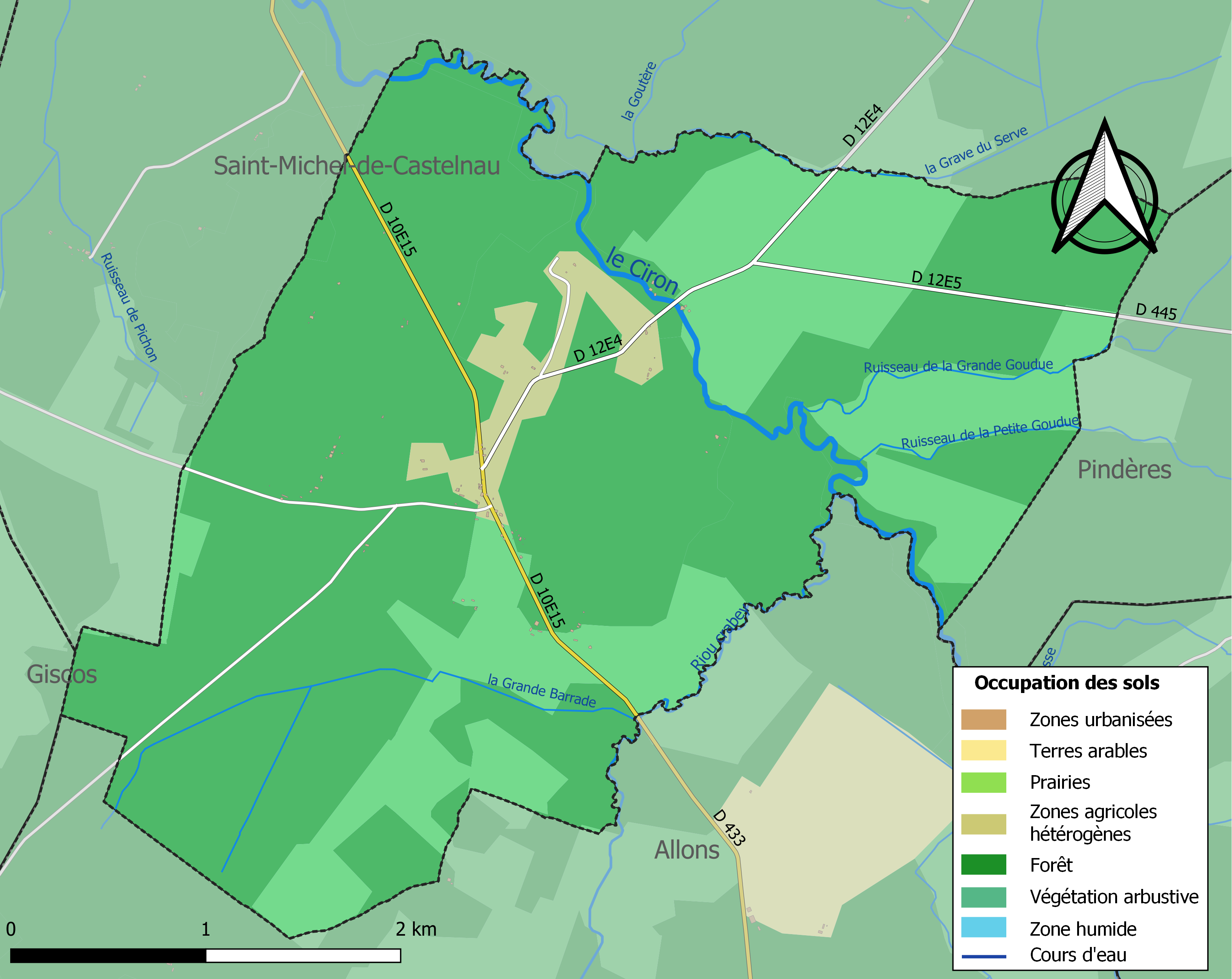
Carte des infrastructures et de l'occupation des sols de la commune en 2018 (CLC).

L'occupation des sols de la commune, telle qu'elle ressort de la base de données européenne d’occupation biophysique des sols Corine Land Cover (CLC), est marquée par l'importance des forêts et milieux semi-naturels (96,3 % en 2018), en augmentation par rapport à 1990 (93,1 %). La répartition détaillée en 2018 est la suivante : 
forêts (69,9 %), milieux à végétation arbustive et/ou herbacée (26,4 %), zones agricoles hétérogènes (3,7 %). L'évolution de l’occupation des sols de la commune et de ses infrastructures peut être observée sur les différentes représentations cartographiques du territoire : la carte de Cassini (XVIIIe siècle), la carte d'état-major (1820-1866) et les cartes ou photos aériennes de l'IGN pour la période actuelle (1950 à aujourd'hui).

### Voies de communication et transports
La principale voie de communication routière est la route départementale D10e15 qui traverse le bourg et mène vers le nord-ouest à Saint-Michel-de-Castelnau et vers le sud à Allons (Lot-et-Garonne) ; vers l'est, la route départementale D12e4 permet de rejoindre Pindères et Casteljaloux en Lot-et-Garonne.

### Risques majeurs
Le territoire de la commune de Lartigue est vulnérable à différents aléas naturels : météorologiques (tempête, orage, neige, grand froid, canicule ou sécheresse), inondations, feux de forêts et séisme (sismicité très faible). Un site publié par le BRGM permet d'évaluer simplement et rapidement les risques d'un bien localisé soit par son adresse soit par le numéro de sa parcelle.
La commune a été reconnue en état de catastrophe naturelle au titre des dommages causés par les inondations et coulées de boue survenues en 1982, 1999 et 2009,.
Lartigue est exposée au risque de feu de forêt. Depuis le 20 avril 2016, les départements de la Gironde, des Landes et de Lot-et-Garonne disposent d’un règlement interdépartemental de protection de la forêt contre les incendies. Ce règlement vise à mieux prévenir les incendies de forêt, à faciliter les interventions des services et à limiter les conséquences, que ce soit par le débroussaillement, la limitation de l’apport du feu ou la réglementation des activités en forêt. Il définit en particulier cinq niveaux de vigilance croissants auxquels sont associés différentes mesures,.

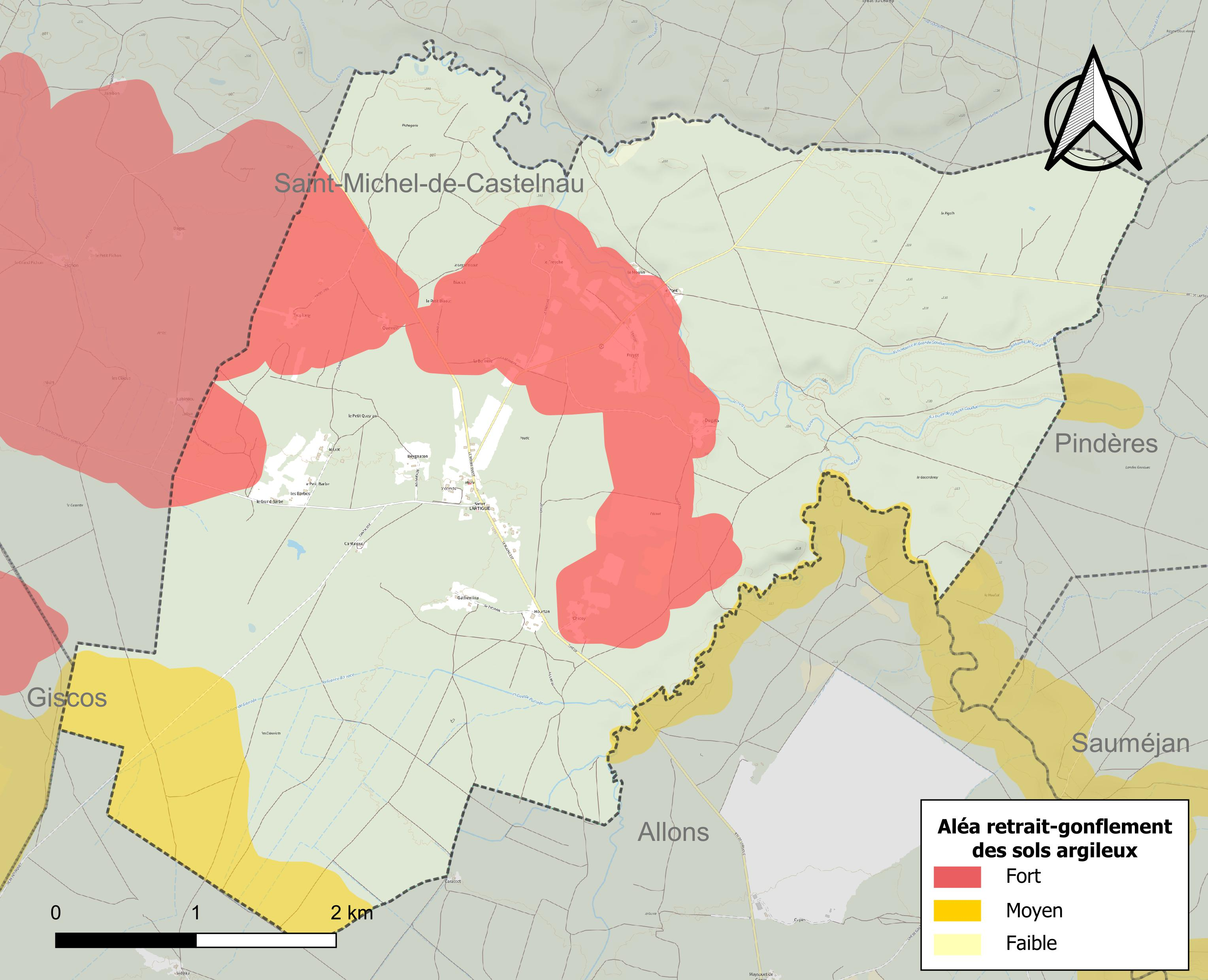
Carte des zones d'aléa retrait-gonflement des sols argileux de Lartigue.

Le retrait-gonflement des sols argileux est susceptible d'engendrer des dommages importants aux bâtiments en cas d’alternance de périodes de sécheresse et de pluie. 26,2 % de la superficie communale est en aléa moyen ou fort (67,4 % au niveau départemental et 48,5 % au niveau national). Sur les 43 bâtiments dénombrés sur la commune en 2019, 19 sont en aléa moyen ou fort, soit 44 %, à comparer aux 84 % au niveau départemental et 54 % au niveau national. Une cartographie de l'exposition du territoire national au retrait gonflement des sols argileux est disponible sur le site du BRGM,.
Par ailleurs, afin de mieux appréhender le risque d’affaissement de terrain, l'inventaire national des cavités souterraines permet de localiser celles situées sur la commune.
Concernant les mouvements de terrains, la commune a été reconnue en état de catastrophe naturelle au titre des dommages causés par des mouvements de terrain en 1999.

## Toponymie
Le vocable prélatin artica a donné le gascon artiga, terme qui désigne une terre défrichée pour la rendre cultivable.
Lartigue étant en Gascogne, la plupart des lieux-dits y sont explicables par le gascon, par exemple le Riou crabey, Poutic, les Gouardères, le Freyche, Chicoy...

## Histoire
À la Révolution, la paroisse Saint-Romain de Lartigue, annexe de Saint-Michel-de-Castelnau, forme la commune de Lartigue.

## Politique et administration

### Liste des maires
| Période                                  | Période               | Identité                           | Étiquette | Qualité                                      |
| ---------------------------------------- | --------------------- | ---------------------------------- | --------- | -------------------------------------------- |
| Les données manquantes sont à compléter. |                       |                                    |           |                                              |
| juin 1995                                | décembre 2013 (décès) | Jean-Jacques Mourillon (1953-2013) |           |                                              |
| mars 2014                                | En cours              | Philippe Lamothe (1945-)           |           | Retraité (ancien avocat) Réélu maire en 2020 |

### Communauté de communes
Le 1er janvier 2014, la communauté de communes de Captieux-Grignols ayant été supprimée, la commune de Lartigue s'est retrouvée intégrée à la communauté de communes du Bazadais siégeant à Bazas.

## Population et société

### Démographie
L'évolution du nombre d'habitants est connue à travers les recensements de la population effectués dans la commune depuis 1793. Pour les communes de moins de 10 000 habitants, une enquête de recensement portant sur toute la population est réalisée tous les cinq ans, les populations de référence des années intermédiaires étant quant à elles estimées par interpolation ou extrapolation. Pour la commune, le premier recensement exhaustif entrant dans le cadre du nouveau dispositif a été réalisé en 2006.

En 2022, la commune comptait 41 habitants, en évolution de +2,5 % par rapport à 2016 (Gironde : +6,91 %, France hors Mayotte : +2,11 %).
| 1793 | 1800 | 1806 | 1821 | 1831 | 1836 | 1841 | 1846 | 1851 |
| ---- | ---- | ---- | ---- | ---- | ---- | ---- | ---- | ---- |
| 300  | 212  | 171  | 179  | 238  | 251  | 210  | 218  | 225  |

| 1856 | 1861 | 1866 | 1872 | 1876 | 1881 | 1886 | 1891 | 1896 |
| ---- | ---- | ---- | ---- | ---- | ---- | ---- | ---- | ---- |
| 225  | 201  | 233  | 223  | 210  | 181  | 177  | 197  | 210  |

| 1901 | 1906 | 1911 | 1921 | 1926 | 1931 | 1936 | 1946 | 1954 |
| ---- | ---- | ---- | ---- | ---- | ---- | ---- | ---- | ---- |
| 205  | 173  | 179  | 155  | 131  | 141  | 134  | 128  | 106  |

| 1962 | 1968 | 1975 | 1982 | 1990 | 1999 | 2006 | 2011 | 2016 |
| ---- | ---- | ---- | ---- | ---- | ---- | ---- | ---- | ---- |
| 100  | 93   | 67   | 61   | 40   | 41   | 55   | 47   | 40   |

| 2021 | 2022 | - | - | - | - | - | - | - |
| ---- | ---- | - | - | - | - | - | - | - |
| 40   | 41   | - | - | - | - | - | - | - |

## Culture locale et patrimoine

### Lieux et monuments
- L'église Saint-Romain est située au cœur du village.
- La métairie d'Hourtan, à environ deux kilomètres au sud du village, sur la route d'Allons, est inscrite au titre des monuments historiques en 2003[34].

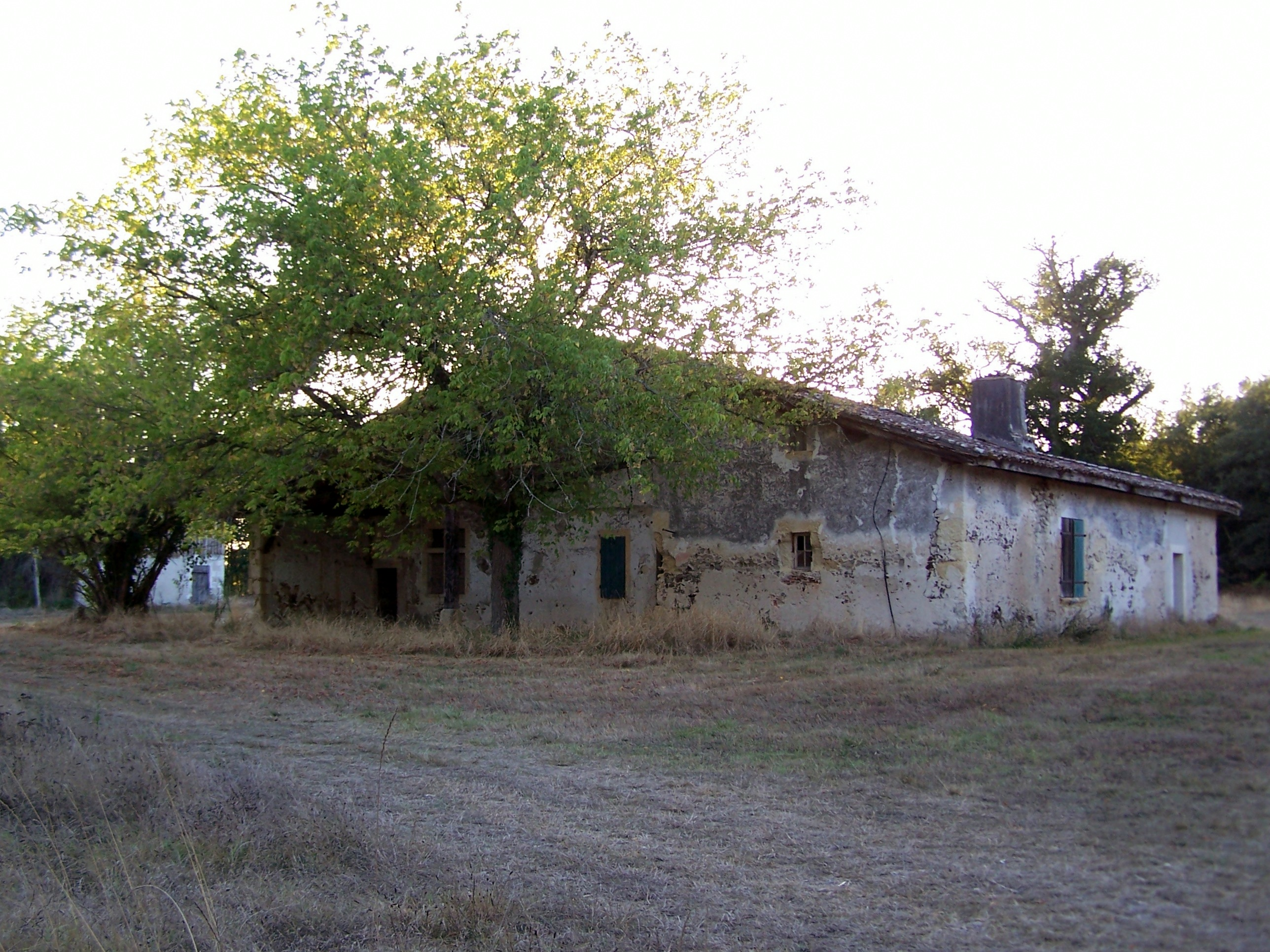
Le bâtiment d'habitation de la métairie d'Hourtan (sept. 2012).
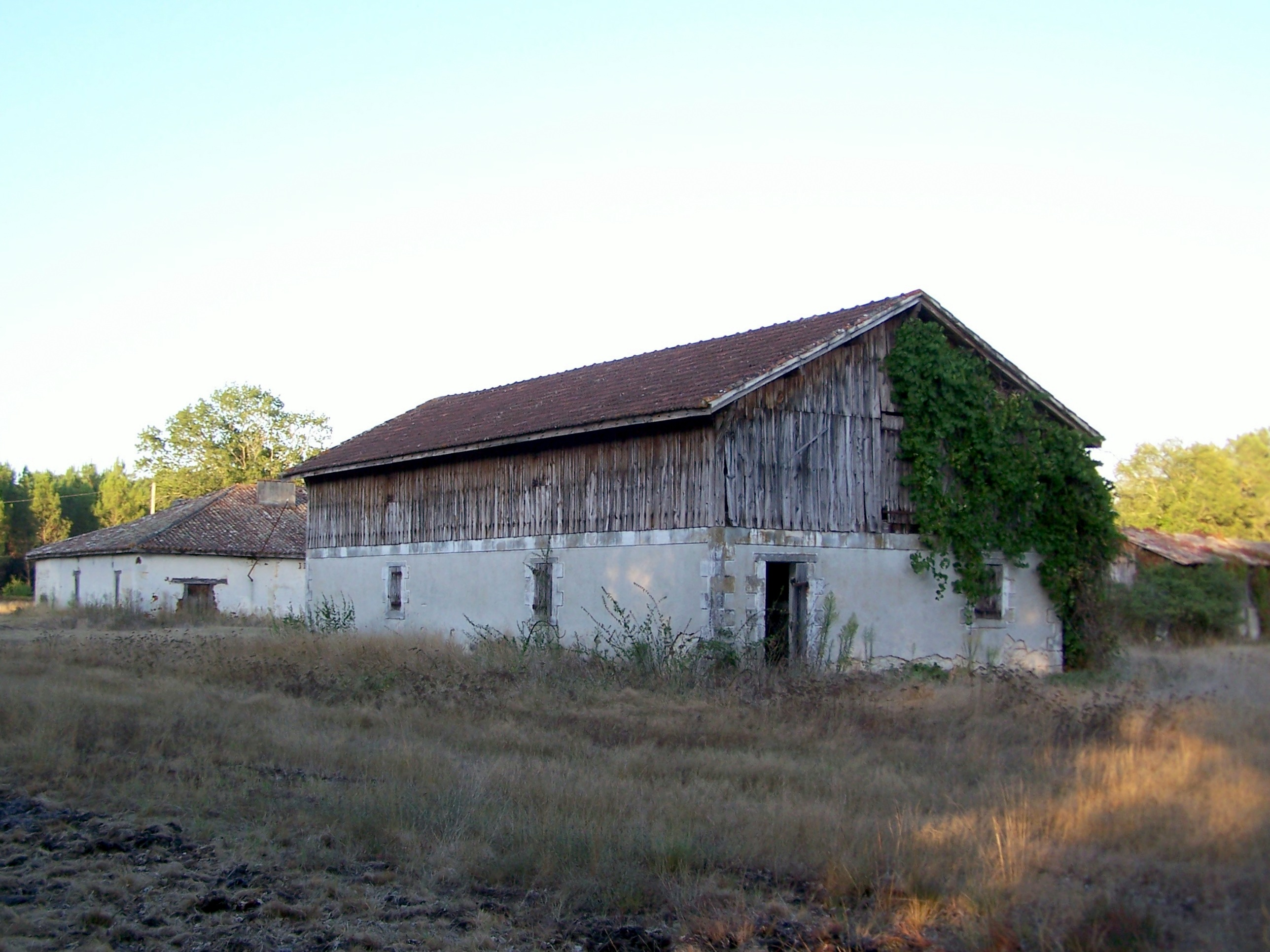
Une des granges de la métairie d'Hourtan (sept. 2012).
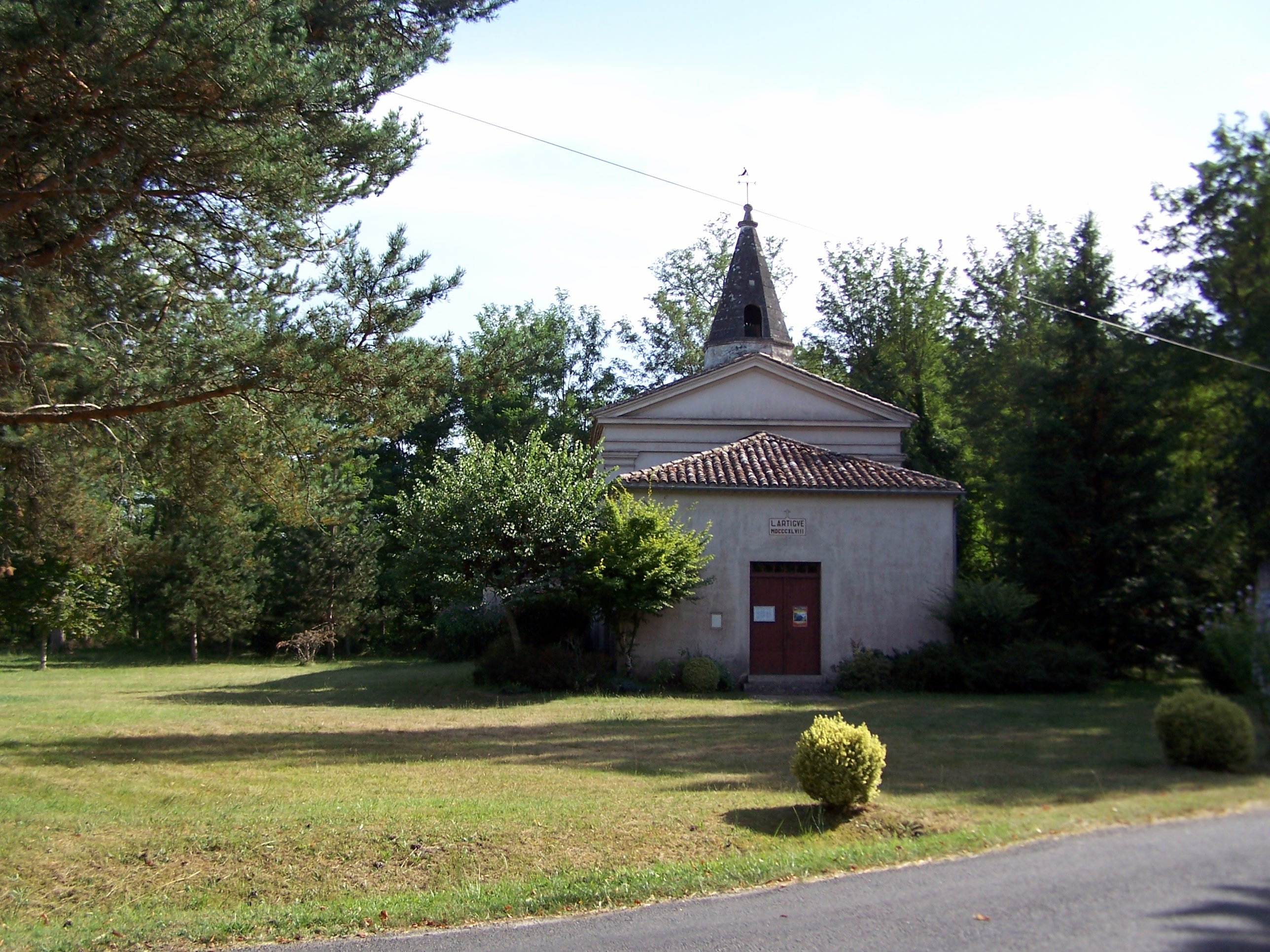
Vue d'ensemble de l'église Saint-Romain (août 2012).
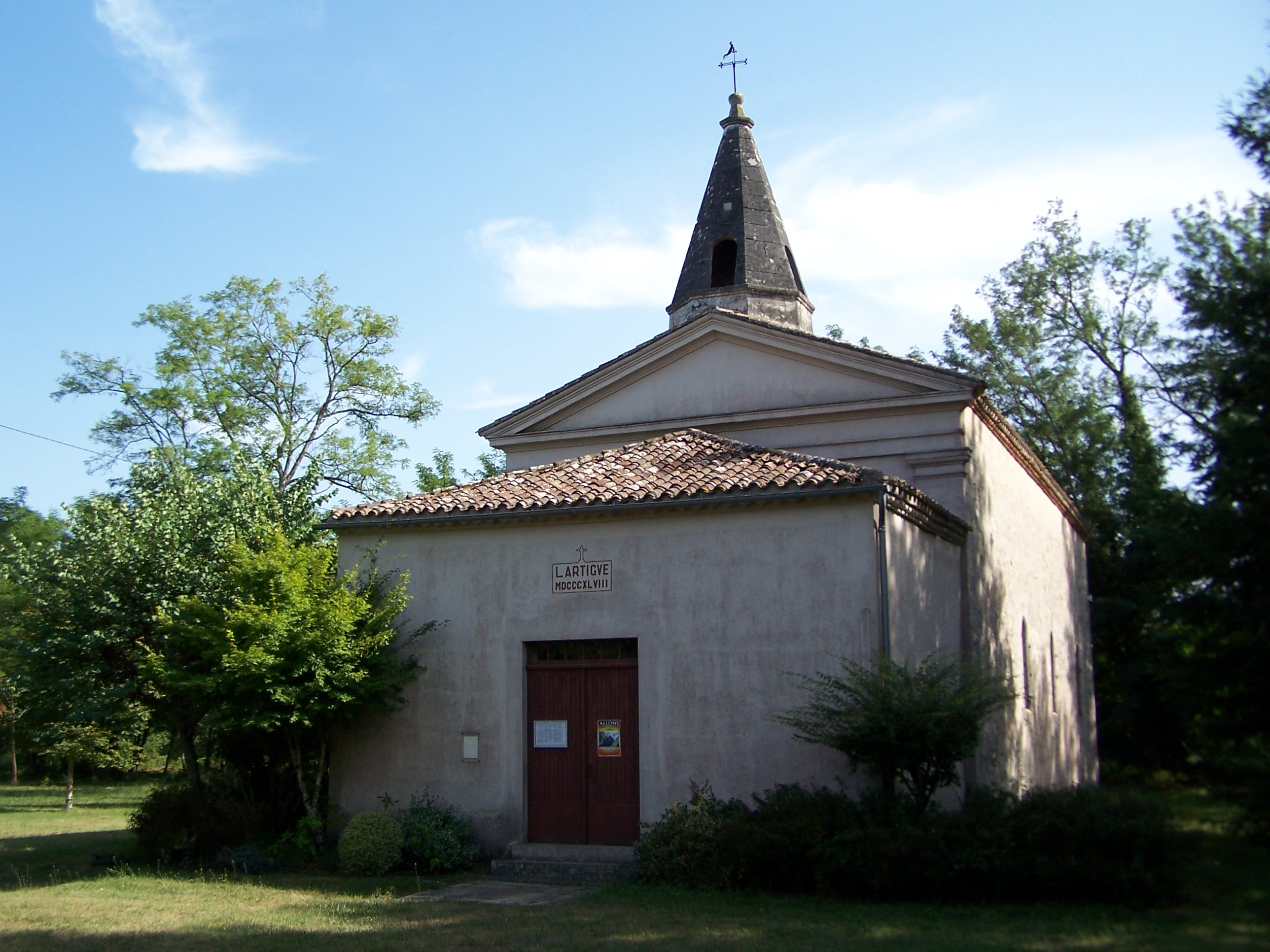
Vue ouest de l'église (août 2012).
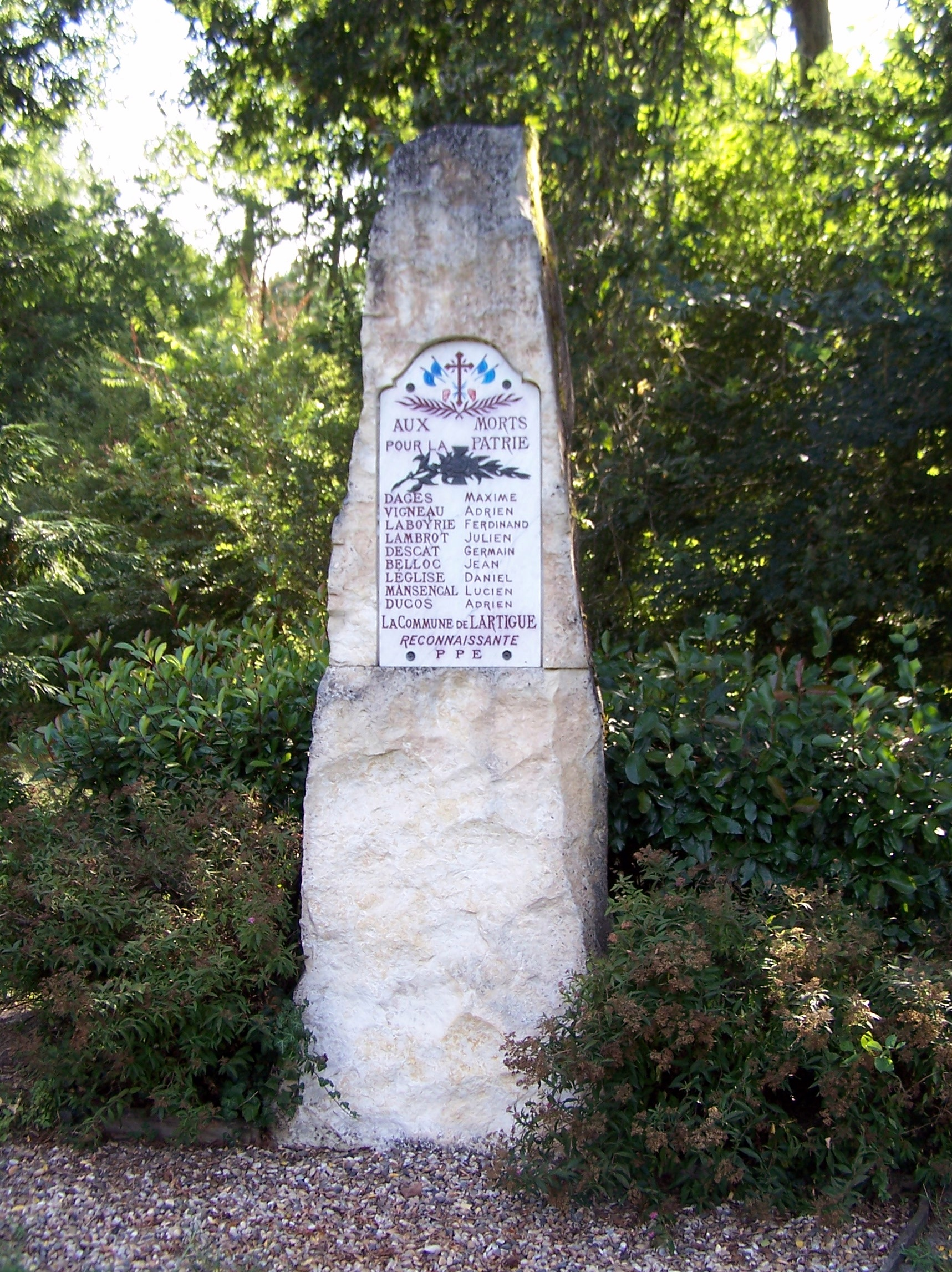
Le monument aux morts près de l'église (août 2012).